# Plutodes joiceyi
Plutodes joiceyi là một loài bướm đêm trong họ Geometridae.